# Premio Pulitzer 1957
Quella del 1957 fu la quarantunesima assegnazione dei Premi Pulitzer e vide il conferimento di tredici premi in quattordici categorie, otto relative al mondo del giornalismo e sei relative al mondo della letteratura, della drammaturgia e della musica, a cui fu aggiunta una menzione speciale nel campo della narrativa.
In quest'edizione, la giuria fu composta da 15 membri, tra cui il presidente della Columbia University, Grayson Kirk, e fu presieduta da Joseph Pulitzer, redattore del St. Louis Post-Dispatch nonché omonimo figlio del fondatore dei premi Pulitzer, Joseph Pulitzer.

## Giornalismo
- Pubblico servizio:

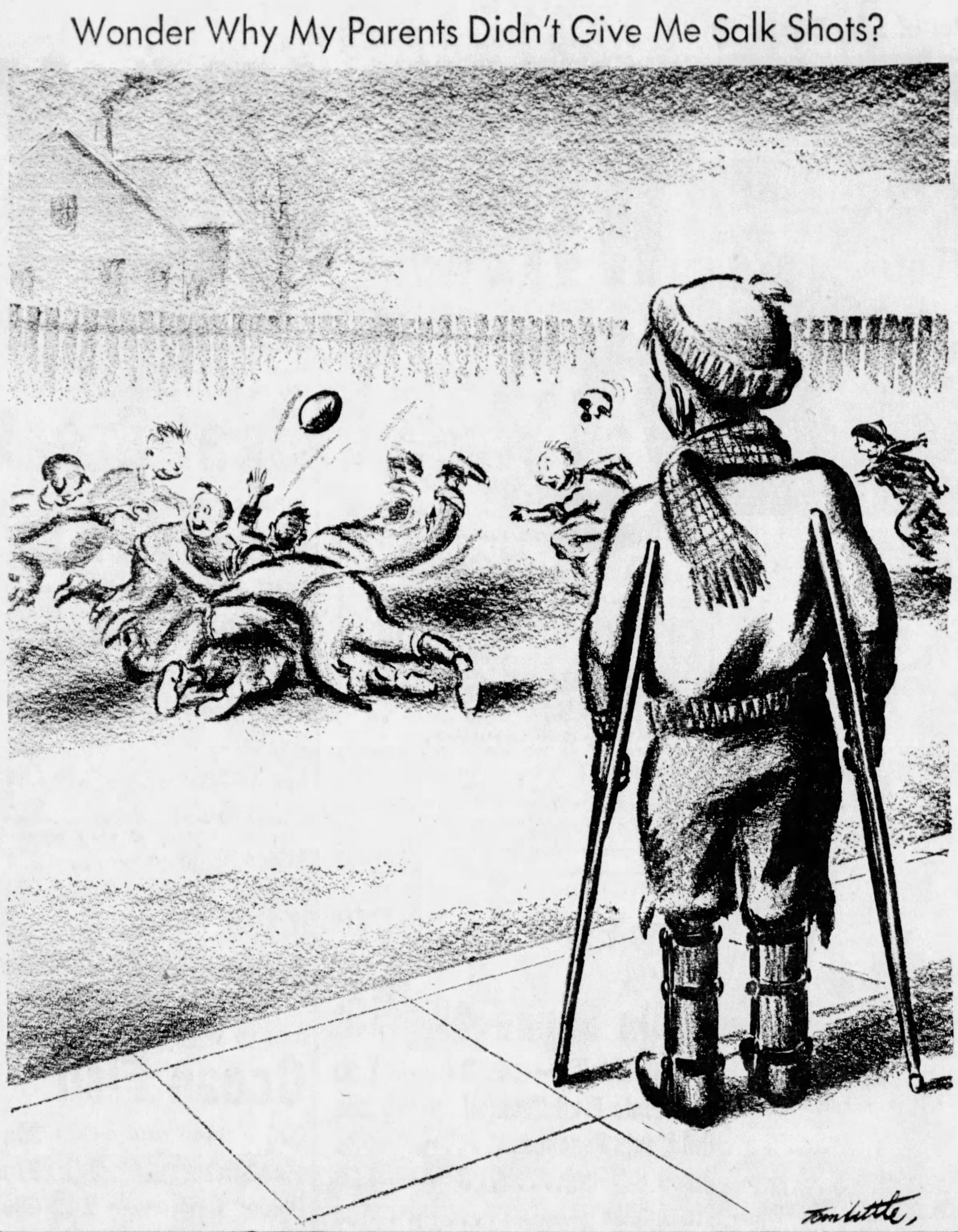
Wonder Why My Parents Didn't Give Me Salk Shots?, vincitrice del premio per la miglior vignetta editoriale

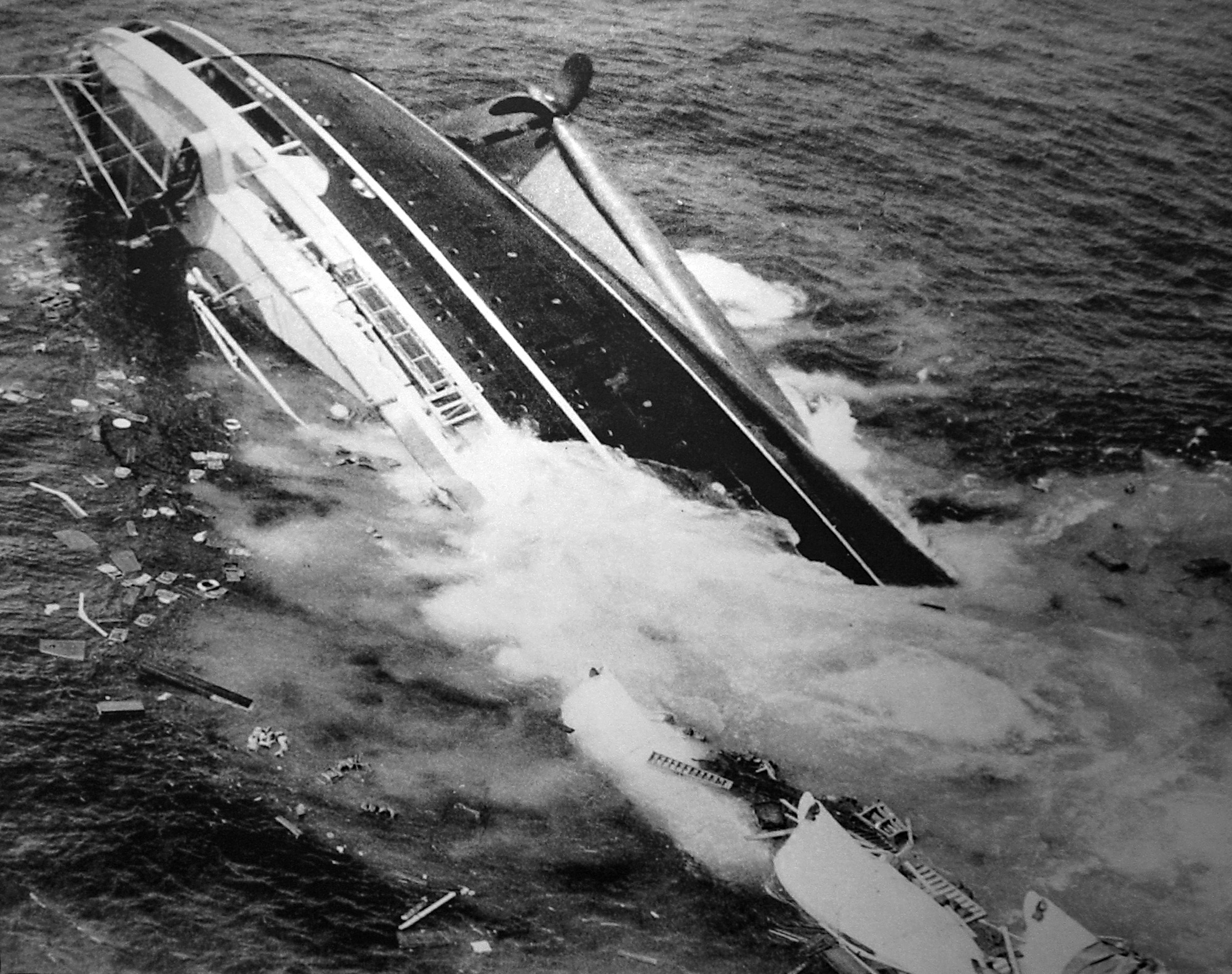
Lo scatto più significativo della sequenza fotografica ritraente il naufragio dell'Andrea Doria, vincitrice del Premio Pulitzer per la fotografia del 1957

  - Chicago Daily News, per il determinato e coraggioso servizio reso dall'esposizione di una frode da 6,15 milioni di dollari messa in atto nell'ufficio del revisore dei conti dello Stato dell'Illinois, che ha portato all'incriminazione, alla condanna e all'incarcerazione del revisore dei conti dello Stato Orville Hodge e di suoi altri complici, nonché a una revisione delle procedure statali onde impedire la reiterazione di un simile crimine.
- Giornalismo locale di ultim'ora:
  - The Salt Lake Tribune, per la rapida ed efficiente copertura, messa in atto nonostante grandi difficoltà in termini di distanza e tempo, dell'incidente aereo avvenuto nei cieli del Grand Canyon il 30 giugno 1956.[3]
- Giornalismo locale investigativo:
  - Wallace Turner e William Lambert, del Portland Oregonian,  per aver denunciato la corruzione presente tra alcuni funzionari comunali di Portland e alcuni ufficiali dell'International Brotherhood of Teamsters, Chauffeurs, Warehousemen and Helpers of America, e per aver portato a termine i loro incarichi nonostante il serio rischio di rappresaglie.
- Giornalismo nazionale:
  - James Reston, del The New York Times, per la suoi encomiabili servizi sulla politica nazionale, comprendente sia dispacci di cronaca che resoconti interpretativi, di cui un notevole esempio è stata la sua analisi in cinque parti degli effetti della malattia del presidente Eisenhower sul funzionamento del ramo esecutivo del governo federale.
- Giornalismo internazionale:
  - Russell Jones, della United Press International, per l'encomiabile e continua copertura dell'insurrezione ungherese del 1956, condotta lavorando da Budapest, con grande rischio per la propria persona, e fornendo resoconti di testimoni oculari della spietata repressione sovietica.
- Editoriale:
  - Buford Boone, del Tuscaloosa News, per i suoi coraggiosi editoriali sul tema della segregazione razziale, pubblicati in una comunità particolarmente affetta da tale problema, ci cui un notevole esempio è rappresentato dall'articolo What A Price For Peace del 7 febbraio 1956.
- Vignetta editoriale:
  - Tom Little, del The Nashville Tennessean, per la vignetta intitolata Why My Parents Didn't Give Me Salk Shots?, pubblicata il 12 gennaio 1956.
- Fotografia:
  - Harry A. Trask, del Boston Traveler, per la straordinaria sequenza fotografica dell'affondamento del naufragio del transatlantico Andrea Doria, realizzata da un aereo solo nove minuti prima che la nave affondasse.

## Letteratura, drammaturgia e musica
- Narrativa:
  - Non assegnato.
- Drammaturgia:
  - Long Day's Journey Into Night, di Eugene O'Neill (Yale University Press).
- Storia:
  - Russia Leaves the War: Soviet-American Relations, 1917-1920, di George F. Kennan (Princeton University Press).
- Biografie o Autobiografie:
  - Profiles in Courage, di John Fitzgerald Kennedy (Harper).
- Poesia:
  - Things of This World, di Richard Wilbur (Harcourt).
- Musica:
  - Meditations on Ecclesiastes, di Norman Dello Joio (C. Fischer), eseguita per la prima volta presso la Juilliard School of Music il 20 aprile 1956.

- Menzione speciale:
  - Kenneth Roberts, per i suoi romanzi storici, che hanno contribuito alla nascita dell'interesse per la storia americana antica nell'opinione pubblica.